# Рамел Кари
Рамел Кари (енгл. Ramel Antwone Curry; Бруклин, Њујорк, 17. април 1980) бивши је амерички кошаркаш. Играо је на позицијама плејмејкера и бека. 

## Биографија
Колеџ кошарку од 1998. до 2000. играо је на Фресно Ситију, а од 2000. до 2002. на Калифорнија Стејт Универзитету у Бејкерсфилду. На НБА драфту 2002. није изабран. У сезони 2003/04. играо је Тихуана дијаблос, а наредну је започео у екипи Лонг Бич џема. Од јануара 2005. био је играч Коламбус ривердрегонса из НБДЛ лиге, а затим и венецуеланског клуба Кокодриљос де Каракас. За сезону 2005/06. вратио се у НБДЛ и придружио Остин торосима. Лета 2006. играо је у доминиканској лиги.
У Европу се преселио од сезоне 2006/07. током које је играо за италијански Авелино. Наредних годину дана провео је у Хапоелу из Јерусалима са којим је 2008. освојио Куп Израела. Сезона 2008/09. вратила га је у Италију, али овога пута се нашао у редовима Викторија Либертас Пезара. Након тога играо је за турски Ердемирспор. 
У јануару 2010. потписао је за украјински Азовмаш у ком се задржао до краја те, као и целу наредну сезону. Са овим тимом освојио је Суперлигу Украјине 2010. године. У сезони 2010/11. био најкориснији играч Суперлиге, као и регионалне ВТБ лиге. Лета 2011. прешао је у Доњецк са којим је најуспешнија била сезона 2011/12. - тим је тада освојио Суперлигу Украјине, а Кари је још једном постао најкориснији играч тог такмичења, док је у Еврокупу био најбољи стрелац и изабран у другу поставу идеалног тима. 
У мају 2013. прешао је у Панатинаикос са којим је те године освојио национално првенство, а 2014. је списку трофеја придодао и Куп Грчке чијег је финала био МВП. На крају сезоне помогао је Панатинаикосу да одбрани титулу шампиона Грчке. У августу 2014. је потписао за француски Лимож. У марту 2015. напушта Лимож и прелази у италијанску Виртус Рому где се задржава до краја сезоне.

## Успеси

### Клупски
- Хапоел Јерусалим:
  - Куп Израела (1): 2008.

- Азовмаш:
  - Првенство Украјине (1): 2009/10.

- Доњецк:
  - Првенство Украјине (1): 2011/12.

- Панатинаикос:
  - Првенство Грчке (2): 2012/13, 2013/14.
  - Куп Грчке (1): 2014.

### Појединачни
- Друга постава идеалног тима Еврокупа (1): 2011/12.
- Најкориснији играч ВТБ лиге (1): 2010/11.
- Најкориснији играч Првенства Украјине (2): 2010/11, 2011/12.
- Најкориснији играч финала Купа Грчке (1): 2014.
- Учесник Ол-стар утакмице Првенства Украјине (2): 2011, 2012.